# Balthasar Friedrich von Schütz
Balthasar Friedrich Schütz, późniejszy baron (Freiherr) von Schütz (ur. ok. 1664 w Regenwalde; zm. 1734) był niemieckim generałem majorem, a pod pseudonimem Amadeus Creutzberg tłumaczem teologicznym i pisarzem.

## Życiorys
Urodził się w Regenwalde na Pomorzu jako syn miejscowego prepozyta, Balthasara Schütza († 1711) i Katarzyny Bolduan. Po ukończeniu studiów, które obejmowały również matematykę i architekturę, pracował jako prywatny nauczyciel dla rodziny von Flemming w Böeck koło Greifenbergu. Początkowo opuścił Pomorze z powodu udziału w pojedynku, w którym zranił pana von Steinwehra.
Wstąpił do służby wojskowej w elektoracie Moguncji, gdzie awansował do stopnia pułkownika. Cesarz Józef I podniósł go do rangi barona (Freiherr).
Później powrócił na Pomorze, gdzie król pruski Fryderyk I wyznaczył go do projektu regulacji rzeki Regi, który miał stworzyć szlak wodny między Wartą a Morzem Bałtyckim – projektu, który ostatecznie nie został zrealizowany. Von Schütz następnie wstąpił do służby rosyjskiej jako generał major, następnie do służby pruskiej, a później do służby w Hesji-Kassel. Ostatnio pełnił funkcję komendanta Kassel, nosząc tytuł szwedzkiego generała majora.
Po przejściu na emeryturę z wojska von Schütz przeniósł się do Brunszwiku. Tam pisał i tłumaczył dzieła teologiczne pod pseudonimem Amadeus Creutzberg. Zmarł w 1734 r. podczas podróży do Berlina.

## Literatura
- Gottfried von Bülow: Schütz, Balthasar Friedrich von. In: Allgemeine Deutsche Biographie (ADB). Band 33, Duncker & Humblot, Leipzig 1891, S. 109.